# Benjamin Salisbury
Benjamin Salisbury (Minneapolis, 19 ottobre 1980) è un attore e ballerino statunitense noto soprattutto per aver interpretato il ruolo di Brighton Sheffield nella sitcom trasmessa dalla CBS La tata dal 1993 al 1999.

## Infanzia e istruzione
È nato a Minneapolis, Minnesota, il 19 ottobre 1980, da David Arthur Salisbury e Mindy Jo Schneidewind.
Nel 1998 si è diplomato alla Wayzata High School di Plymouth, Minnesota, e nello stesso autunno si è iscritto all’American University di Washington, D.C.
Ha due sorelle maggiori e un fratello minore.
Salisbury ha dichiarato di essersi avvicinato alla recitazione quando ha partecipato a uno spettacolo teatrale all'età di nove anni.
Nel 2000 ha lavorato come stagista per il leader della minoranza alla Camera Richard Gephardt.

## Carriera
Debutta nel cinema con il film Finché dura siamo a galla (1992).
Abile ballerino, Salisbury intratteneva spesso il pubblico in studio di The Nanny con improvvisazioni tra una ripresa e l’altra. Gran parte della sua carriera si è svolta proprio nella serie The Nanny, dal 1993 al 1999. Nel 1996 ha vinto il premio come miglior attore in una serie comica agli Young Artist Awards.
Ha interpretato il figlio di Martin Short nel film del 1992 Captain Ron, ed è apparso in D3: The Mighty Ducks (1996) nel ruolo di telecronista sportivo. Nello stesso periodo partecipa, in un ruolo marginale, al film Ducks - Una squadra a tutto ghiaccio (1996). Sempre nel 1996, ha doppiato il personaggio di Tin Boy nella serie animata The Oz Kids. Nel 2004 ha partecipato alla reunion della sitcom The Nanny, intitolata The Nanny Reunion: A Nosh to Remember, insieme a Fran Drescher, Renée Taylor, Rachel Chagall e altri membri del cast originale. Nel 2005 ha avuto un piccolo ruolo come esperto ferroviario nell'episodio "Sabotage" della serie Numb3rs. Nell’agosto 2006 è apparso in alcuni spot pubblicitari di Domino's Pizza dedicati ai Fudge-ums, una novità dell’epoca: mini brownie al cioccolato.
Nel 2000 ha lavorato come coordinatore eventi per Slapshot the Eagle, la mascotte della squadra di hockey Washington Capitals. Dal 2022 Salisbury lavora agli Universal Studios Hollywood come direttore delle operazioni del parco.

## Vita privata
Salisbury ha sposato Kelly Murkey nel 2006. Ha tre figli.
Salisbury è stato concorrente in un episodio di Jeopardy! dedicato alle celebrità adolescenti, dove ha gareggiato contro Kirsten Dunst e Joseph Gordon-Levitt. Ha vinto con un montepremi di 1 dollaro, diventando uno dei soli tre concorrenti ad aver vinto con tale somma.

## Filmografia parziale
- Finché dura siamo a galla (Captain Ron) (1992)
- Shimmer (1993)
- Iron Will - Volontà di vincere (Iron Will) (1994)
- Guide to the World of Family Computers, Software & Games (1996)
- Kirk, episodio "The Beach House" (1996)
- Terra Promessa (Promised Land), episodio "The Prodigy" (1996)
- Ducks - Una squadra a tutto ghiaccio (D3: The Mighty Ducks) (1996)
- La tata (The Nanny) (1993 - 1999)
- S1m0ne (2002)
- Pledge of Allegiance (2003)
- Numb3rs, episodio "Sabotaggio" ("Sabotage") (2005)
- On the Brink (2006)

## Doppiatori italiani
Nelle versioni in italiano delle opere in cui ha recitato, Benjamin Salisbury è stato doppiato da:
- Francesco Poeti in Fin che dura siamo a galla
- Joyce Leoni in La tata (st. 1-3)
- Simone Crisari in La tata (st. 4-6)

Da doppiatore è sostituito da:
- Federico Bebi in La tata (ep. 3x14)